# WinEdt
WinEdt – dostępny na licencji shareware edytor oraz powłoka TeX (i LaTeX) dla systemu operacyjnego Windows. Posiada między innymi wielodokumentowy interfejs, system kolorowania składni oraz sprawdzania pisowni.